# John Butler (album)
Pour les articles homonymes, voir John Butler (homonymie).
Albums de The John Butler Trio
Searching for Heritage
(1996) JBT EP
(2000)
John Butler est le premier album complet de John Butler Trio, sorti le 27 décembre 1998.
Il a été enregistré au Studio Couch, à Fremantle et conçu par George Nikoloudis et Shaun O'Callaghan, mixé par Shaun O'Callaghan et George Nikoloudis et masterisé par Shaun O'Callaghan et Richard Mahony au Studio Couch et Toad Hall.
Toute la musique et les paroles ont été écrites, arrangées et produites par John Butler, à l'exception des paroles du refrain de Colours qui provenaient de Sly and the Family Stone.
Avec Jason McGann à la batterie et Gavin Shoesmith à la basse, la première version du groupe enregistre l'album en décembre 1998 qui est lancé au Mojos Bar à Fremantle.

## Liste des pistes
Toutes les chansons écrites et composées par John Butler, sauf indication contraire.
| John Butler | John Butler                                                       | John Butler | John Butler | John Butler | John Butler | John Butler | John Butler | John Butler | John Butler |
| No          | Titre                                                             | Durée       |             |             |             |             |             |             |             |
| ----------- | ----------------------------------------------------------------- | ----------- | ----------- | ----------- | ----------- | ----------- | ----------- | ----------- | ----------- |
| 1.          | Valley                                                            | 8:34        |             |             |             |             |             |             |             |
| 2.          | Inspiration                                                       | 5:18        |             |             |             |             |             |             |             |
| 3.          | Busted                                                            | 7:40        |             |             |             |             |             |             |             |
| 4.          | Sista                                                             | 3:18        |             |             |             |             |             |             |             |
| 5.          | Ocean                                                             | 12:28       |             |             |             |             |             |             |             |
| 6.          | Colours (les paroles du refrain sont de Sly and the Family Stone) | 9:05        |             |             |             |             |             |             |             |
| 7.          | Crazy                                                             | 5:29        |             |             |             |             |             |             |             |
| 8.          | Keeper                                                            | 5:00        |             |             |             |             |             |             |             |
| 9.          | Under an Indian Sky                                               | 7:39        |             |             |             |             |             |             |             |
| 64:08       |                                                                   |             |             |             |             |             |             |             |             |

## Historique des versions
| Pays      | Date             | Label            | Format | Catalogue |
| --------- | ---------------- | ---------------- | ------ | --------- |
| Australie | 27 décembre 1998 | Independent      | CD     | JB-002    |
| Australie | 13 novembre 2000 | MGM Distribution | CD     | JBT001    |

## Personnel
- John Butler - guitare à résonateur [Dobro], guitare [11 cordes], voix
- Gavin Shoesmith - guitare basse et contrebasse
- Jason McGann - percussion

## Crédits
- Arrangements, illustrations, producteur - John Butler
- Illustration [Design, mise en page] - Peter Nicol
- Ingénieur, Mixeur - George Nikoloudis, Shaun O'Callaghan
- Mastering - Richard Mahony, Shaun O'Callaghan
- Photographie [Image du disque] - Tony Gajewski
- Photographie [Photos de John Butler] - Danny Khoo

## Certifications
| Pays      | Certification | Ventes                                                    |
| --------- | ------------- | --------------------------------------------------------- |
| Australie | Or            | 35 000^ ^ Chiffres basés uniquement sur la certification. |